# Virginia Gardner

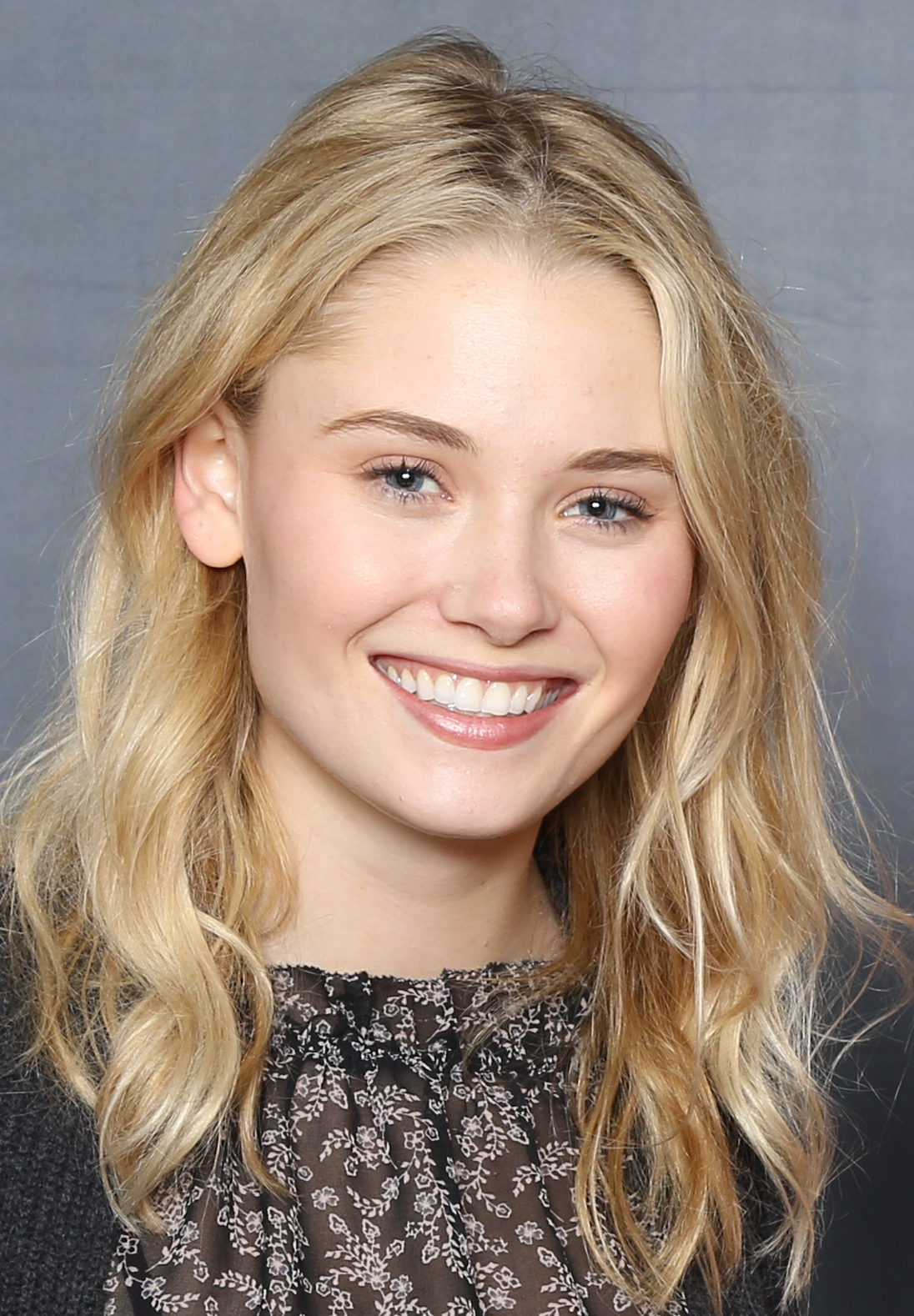
Virginia Gardner (2018)

Virginia Elizabeth Gardner (ur. 18 kwietnia 1995 w Sacramento) – amerykańska aktorka i modelka, która wystąpiła m.in. w serialu Runaways.

## Filmografia
| Rok       | Tytuł                                 | Rola                     | Uwagi                 |
| --------- | ------------------------------------- | ------------------------ | --------------------- |
| 2011      | Doktor Hart                           | młoda Lemon              | serial, 1 odc.        |
| 2012      | Szczury laboratoryjne                 | Danielle                 | serial, 1 odc.        |
| 2013      | Glee                                  | Katie Fitzgerald/Marissa | serial, 2 odc.        |
| 2013–2014 | Goldbergowie                          | Lexy Bloom               | serial, 8 odc.        |
| 2015      | Projekt Almanach: Witajcie we wczoraj | Christina Raskin         |                       |
| 2015      | Sposób na morderstwo                  | Molly Barlett            | serial, 1 odc.        |
| 2016      | Ofiara                                | Leah                     |                       |
| 2016      | Prawo i porządek: sekcja specjalna    | Sally Landry             | serial, 1 odc.        |
| 2016      | Tell Me How I Die                     | Anna Nickels             |                       |
| 2016      | Good Kids                             | Emily                    |                       |
| 2017–2019 | Runaways                              | Karolina Dean            | serial, główna obsada |
| 2018      | Gorące diablice                       | Kelly                    |                       |
| 2018      | Monster Party                         | Iris                     |                       |
| 2018      | Starfish                              | Aubrey                   |                       |
| 2018      | Halloween                             | Vicky                    |                       |
| 2020      | Wszystkie jasne miejsca               | Amanda                   |                       |
| 2021      | American Horror Stories               | Bernadette               | serial, odc. Ba'al    |
| 2022      | Gaslit                                | Sharon                   | miniserial, 1 odc.    |
| 2022      | Nie patrz w dół                       | Shiloh Hunter            |                       |
| 2023      | Piękna katastrofa                     | Abby Abernathy           |                       |
| 2023      | See You on Venus                      | Mia                      |                       |
| 2024      | Piękna katastrofa 2                   | Abby Abernathy           |                       |
| 2025      | F*** Marry Kill                       | Kelly                    |                       |
| 2025      | 1923                                  | Mabel                    | serial, 2 odc.        |